# Heliodora Carneiro de Mendonça
Heliodora Carneiro de Mendonça OMC (Rio de Janeiro, 29 de agosto de 1923 — Rio de Janeiro, 10 de abril de 2015), conhecida como Barbara Heliodora, foi uma professora, ensaísta, tradutora e crítica de teatro brasileira, além de reconhecidamente uma autoridade na obra de William Shakespeare. Por muitos anos foi professora emérita e titular aposentada da Universidade Federal do Rio de Janeiro.
Durante o curso de sua carreira, foi condecorada com várias honrarias, entre as quais a Ordre des Arts et des Lettres do Ministério da Cultura da França e, no Brasil, a medalha João Ribeiro pela da Academia Brasileira de Letras.

## Carreira
Filha mais nova do casal de intelectuais Anna Amélia e Marcos Carneiro de Mendonça, Barbara Heliodora iniciou sua carreira em 1958, aos 35 anos, como crítica teatral da Tribuna da Imprensa. De 1958 a 1964 assinou a coluna especializada do Jornal do Brasil, logo adquirindo respeito graças à seriedade, ao rigor e à erudição dos seus artigos. Foi uma das líderes na modernização da crítica teatral no Rio de Janeiro, através do Círculo Independente de Críticos Teatrais.
De 1964 a 1967, afastou-se da crítica para atuar na direção do Serviço Nacional de Teatro (SNT). Mais tarde voltou-se unicamente ao ensino ao atuar como professora de história de teatro no Conservatório Nacional de Teatro e, posteriormente, professora titular da mesma disciplina no Centro de Letras e Artes da Uni-Rio, cargo que desempenhou até a sua aposentadoria, em 1985. Mais tarde, também ministrou cursos de pós-graduação na Universidade de São Paulo (USP), onde defendeu, em 1975, tese de doutorado intitulada "A Expressão Dramática do Homem Político em Shakespeare", posteriormente transformada em livro. Publicou também Algumas Reflexões sobre o Teatro Brasileiro em 1972. Em 1986, voltou a exercer a crítica jornalística na revista Visão, passando depois a jornais como O Globo, onde se estabeleceu. Na década de 90, voltou a lecionar no curso de mestrado em teatro da Uni-Rio.
Publicou textos também no Estado de S. Paulo. Uma de suas obras mais conhecidas é Falando de Shakespeare, a expressão dramática do homem político em Shakespeare; outra é Martins Pena: uma introdução. Também é considerada uma "polemista inveterada".
Em 2013 publicou A história do teatro no Rio de Janeiro e Caminhos do teatro ocidental. Em 2014 lançou Shakespeare: o que as peças contam — Tudo o que você precisa saber para descobrir e amar a obra do maior dramaturgo de todos os tempos. Já em janeiro de 2014, aos 90 anos, decidiu sair de cena, embora já estivesse aposentada desde 1985. Deixou seu cargo de crítica de teatro n'O Globo para o crítico Macksen Luiz.

## Morte
Bárbara foi internada no Hospital Samaritano, na Zona Sul do Rio, em 23 de março e faleceu em 10 de abril de 2015 com suspeita de pneumonia. Deixou três filhas, de dois casamentos, e quatro netos. Foi velada e cremada no Memorial do Carmo, no Cemitério do Caju, no Rio.

## Obras
- Algumas Reflexões sobre o Teatro Brasileiro (1972)
- A expressão dramática do homem político em Shakespeare (1978)
- O teatro barroco (1982)
- Falando de Shakespeare (1997)
- Martins Pena: uma introdução (2000)
- Por que Ler Shakespeare (2007)
- Caminhos do teatro ocidental (2013)